# Maksim Aleksandrovich Belyayev
Maksim Aleksandrovich Belyayev (tiếng Nga: Максим Александрович Беляев; sinh ngày 30 tháng 9 năm 1991) là một cầu thủ bóng đá người Nga. Anh chơi ở vị trí trung vệ cho FC Arsenal Tula.

## Sự nghiệp

### Câu lạc bộ
Anh có màn ra mắt tại Giải bóng đá ngoại hạng Nga cho FC Lokomotiv Moskva vào ngày 19 tháng 7 năm 2009 khi anh thay cho Dmitry Sennikov trong trận đấu với F.K. Amkar Perm.

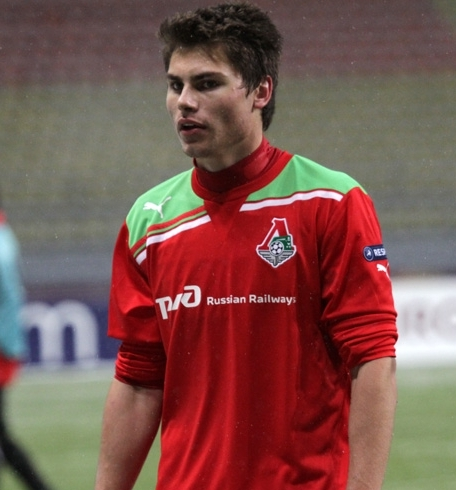
Belyayev cùng với FC Lokomotiv Moskva

### QUốc tế
Ngày 11 tháng 3 năm 2019, anh được gọi lên đội tuyển quốc gia Nga chuẩn bị cho các trận vòng loại EURO 2020 với đội tuyển quốc gia Bỉ vào 21 tháng 3 năm 2019 và Kazakhstan vào ngày 24 tháng 3 năm 2019.
Anh có trận ra mắt đội tuyển vào ngày 19 tháng 11 năm 2019 trong trận đấu với San Mario tại bảng I vòng loại EURO 2020.

## Thống kê sự nghiệp

### Câu lạc bộ
Tính đến 13 tháng 5 năm 2018
| Câu lạc bộ          | Mùa giải             | Giải vô địch                | Giải vô địch | Giải vô địch | Cúp     | Cúp       | Châu lục | Châu lục  | Khác    | Khác      | Tổng cộng | Tổng cộng |
| Câu lạc bộ          | Mùa giải             | Hạng đấu                    | Số trận      | Bàn thắng    | Số trận | Bàn thắng | Số trận  | Bàn thắng | Số trận | Bàn thắng | Số trận   | Bàn thắng |
| ------------------- | -------------------- | --------------------------- | ------------ | ------------ | ------- | --------- | -------- | --------- | ------- | --------- | --------- | --------- |
| Lokomotiv Moskva    | 2008                 | Giải bóng đá ngoại hạng Nga | 0            | 0            | 0       | 0         | –        | –         | –       | –         | 0         | 0         |
| Lokomotiv Moskva    | 2009                 | Giải bóng đá ngoại hạng Nga | 1            | 0            | 1       | 0         | –        | –         | –       | –         | 2         | 0         |
| Lokomotiv Moskva    | 2010                 | Giải bóng đá ngoại hạng Nga | 0            | 0            | 0       | 0         | 0        | 0         | –       | –         | 0         | 0         |
| Dynamo Bryansk      | 2011–12              | FNL                         | 10           | 0            | –       | –         | –        | –         | –       | –         | 10        | 0         |
| Torpedo Vladimir    | 2011–12              | FNL                         | 14           | 4            | 1       | 0         | –        | –         | –       | –         | 15        | 4         |
| Lokomotiv Moskva    | 2011–12              | Giải bóng đá ngoại hạng Nga | 10           | 1            | 0       | 0         | 2        | 0         | –       | –         | 12        | 1         |
| Lokomotiv Moskva    | 2012–13              | Giải bóng đá ngoại hạng Nga | 1            | 0            | 1       | 0         | –        | –         | –       | –         | 2         | 0         |
| Rostov              | 2012–13              | Giải bóng đá ngoại hạng Nga | 5            | 0            | 2       | 0         | –        | –         | –       | –         | 7         | 0         |
| Lokomotiv Moskva    | 2013–14              | Giải bóng đá ngoại hạng Nga | 0            | 0            | 0       | 0         | –        | –         | –       | –         | 0         | 0         |
| Lokomotiv Moskva    | 2014–15              | Giải bóng đá ngoại hạng Nga | 0            | 0            | 0       | 0         | 0        | 0         | –       | –         | 0         | 0         |
| Lokomotiv Moskva    | Tổng cộng (3 spells) | Tổng cộng (3 spells)        | 12           | 1            | 2       | 0         | 2        | 0         | 0       | 0         | 16        | 1         |
| Shinnik Yaroslavl   | 2015–16              | FNL                         | 16           | 0            | 2       | 0         | –        | –         | –       | –         | 18        | 0         |
| Arsenal Tula        | 2015–16              | FNL                         | 14           | 1            | –       | –         | –        | –         | –       | –         | 14        | 1         |
| Arsenal Tula        | 2016–17              | Giải bóng đá ngoại hạng Nga | 27           | 1            | 1       | 0         | –        | –         | 2       | 0         | 30        | 1         |
| Arsenal Tula        | 2017–18              | Giải bóng đá ngoại hạng Nga | 27           | 1            | 1       | 0         | –        | –         | –       | –         | 28        | 1         |
| Arsenal Tula        | Tổng cộng            | Tổng cộng                   | 68           | 3            | 2       | 0         | 0        | 0         | 2       | 0         | 72        | 3         |
| Tổng cộng sự nghiệp | Tổng cộng sự nghiệp  | Tổng cộng sự nghiệp         | 125          | 8            | 9       | 0         | 2        | 0         | 2       | 0         | 138       | 8         |